# Camaruche (Saint-Barthélemy)
Camaruche est un quartier de Saint-Barthélemy dans les Caraïbes. Il est situé dans la partie centre-est de l'île entre Lorient et Vitet d'une part, et entre Barrière des Quatre Vents et Grand Fond d'autre part.